# 善法派
善法派，另譯哆達磨派（國際音標：[θudəma̰ nḭkàja̰]），是缅甸佛教的最大派别。
根据1990年《僧伽组织法》，它是缅甸9个获得合法批准的僧团之一。与瑞琴派相比，善法派被认为是一个更务实的教派，其律仪规定更宽松，等级制度也比前者更少。与缅甸所有主要僧团一样，善法派禁止僧人参与政治活动。

## 统计
根据缅甸国家僧伽委员会2016 年公布的统计数据，该僧团共有467,025名僧人，占全国僧侣的87%。就地理分布而言，善法派僧侣主要分布在曼德勒省（19.76%），其次是掸邦（16.09%)）、仰光省（15.39%）和實皆省（9.88%）。